# Sanggar (stato)
Il regno di Sanggar (in lingua aceh: Kerajaan Sanggar) fu uno stato principesco esistito nell'attuale Indonesia sino al 1926.
A livello geografico, il regno era posto alle pendici del vulcano Tambora, che all'epoca e per secoli si credette essere semplicemente un monte. La scoperta che si trattava di un vulcano avvenne da parte dei locali nel 1815 quando il regno di Sanggar con gli altri dell'area vennero colpiti tragicamente da una violenta eruzione che portò distruzione e una terribile carestia su tutto il territorio.
Protettorato olandese, lo stato venne soppresso nel 1926 ed unito ufficialmente dal 1928 al vicino sultanato di Bima, ricompensato per la perdita di Manggarai, subita nel 1920.

## Re di Sanggar
- c.1700 - 1704 Kalongkong Hasanuddin
- 1704 - c.1764 Daeng Pamalie
- 1765 - 17.. Muhammad Johan Syah
- 17.. - 1790 Adam Safiallah
- 1790 - 1805 Muhammad Sulaiman
- 1805 - 18.. Ismail Ali
- 18.. - 1836 La Lisa Daeng Jaie
- 1836 - 1845 Daeng Malabba
- 1845 - 1869 Manga Daeng Manasse
- 1869 - 22 dicembre 1900 La Kamena Daeng Anjong (n. c. 1820 - m. 1900)
- 22 dicembre 1900 - 1901 Interregno
- 1901 - 1926 Abdullah Siamsuddin Daeng Manggala (m. c. 1928)